# Alex Mitchell (calciatore)
Alexander Paul Mitchell, detto Alex (7 ottobre 2001), è un calciatore inglese, difensore del Plymouth in prestito dal Charlton.

## Carriera
Cresciuto nel settore giovanile del Millwall, il 15 aprile 2021 viene ceduto in prestito al Bromley, in National League, fino al termine della stagione. Rientrato alla base, ha esordito in prima squadra il 24 agosto, disputando l'incontro di League Cup vinto per 3-1 contro il Cambridge United. Sette giorni dopo viene prestato al Leyton Orient, in League Two, per l'intera durata della stagione.
Il 27 luglio 2022 passa a titolo temporaneo al St. Johnstone, squadra della massima divisione scozzese.
Il 17 agosto 2023 passa in prestito al Lincoln City.
Il 24 giugno 2024 si trasferisce a titolo definitivo al Charlton.
Il 18 agosto 2025 passa in prestito al Plymouth.

## Statistiche

### Presenze e reti nei club
Statistiche aggiornate all'8 marzo 2023.
| Stagione        | Squadra         | Campionato      | Campionato | Campionato | Coppe nazionali | Coppe nazionali | Coppe nazionali | Coppe continentali | Coppe continentali | Coppe continentali | Altre coppe | Altre coppe | Altre coppe | Totale | Totale |
| Stagione        | Squadra         | Comp            | Pres       | Reti       | Comp            | Pres            | Reti            | Comp               | Pres               | Reti               | Comp        | Pres        | Reti        | Pres   | Reti   |
| --------------- | --------------- | --------------- | ---------- | ---------- | --------------- | --------------- | --------------- | ------------------ | ------------------ | ------------------ | ----------- | ----------- | ----------- | ------ | ------ |
| apr.-giu. 2021  | Bromley         | NL              | 9+1        | 0          | FACup           | -               | -               |                    | -                  | -                  | FAT         | -           | -           | 10     | 0      |
| ago. 2021       | Millwall        | FLC             | -          | -          | FACup+CdL       | 0+1             | 0               |                    | -                  | -                  |             | -           | -           | 1      | 0      |
| 2021-2022       | Leyton Orient   | FL2             | 26         | 0          | FACup+CdL       | 1+0             | 0               |                    | -                  | -                  | FLT         | 3           | 0           | 30     | 0      |
| 2022-2023       | St. Johnstone   | SP              | 25         | 1          | CS+CdL          | 0               | 0               |                    | -                  | -                  |             | -           | -           | 25     | 1      |
| Totale carriera | Totale carriera | Totale carriera | 61         | 1          |                 | 2               | 0               |                    | -                  | -                  |             | 3           | 0           | 66     | 1      |